# Askenaz
Askenaz was volgens de volkerenlijst in  Genesis 10:3 een van de drie zonen van Gomer, en kleinzoon van Jafet. Naast Genesis komt Askenaz ook voor in 1 Kronieken 1: 6 en in het Joodse boek der Jubileeën. 
Volgens orthodoxe uitleggers zou hij zich met zijn nageslacht in het huidige Armenië hebben gevestigd, in latere tijden zouden verschillende stammen richting Noordwest-Europa zijn getrokken. In Assyrische inscripties uit de 7e eeuw v. Chr. wordt melding gemaakt van een opstand van de 'Askuza' en de 'Mannai', dit staat tevens in Jeremia 51. De Assyriërs doelden in hun inscripties met de 'Askuza' op de Scythen, een volk dat leefde in Centraal-Azië. Op deze manier wordt Askenaz door verschillende mensen genoemd als voorvader van onder andere de Scythen.
Askenaz zou niet alleen een voorvader van de Scythen zijn, maar ook van een groot gedeelte van de huidige Noordwest Europese bevolking. Tot op de dag van vandaag is Askenaz de Hebreeuwse benaming voor Duitsland, in de Ierse taal duidt 'Sacsana' op heel Engeland. De Saksen beriepen zich erop af te stammen van hun mythologische voorvader Aschanes (Askanius), in de Noordse mythologie is Ask de eerste mens. Al deze benamingen kunnen mogelijk herleid worden naar de Askenaz uit de Bijbel.